# Collegio elettorale di Cava de' Tirreni (Camera dei deputati)
Il collegio di Cava de' Tirreni fu un collegio elettorale uninominale della Repubblica Italiana per l'elezione della Camera dei deputati. Apparteneva alla circoscrizione Campania 2 e fu utilizzato per eleggere un deputato nella XII, XIII e XIV legislatura.
Venne istituito nel 1993 con la cosiddetta Legge Mattarella (Legge n. 277, Nuove norme per l'elezione della Camera dei deputati), attuata in seguito al referendum abrogativo del 1993. La legge istituì per la Camera dei deputati e per il Senato della Repubblica un sistema di elezione misto, in parte maggioritario e in parte proporzionale. Il 75% dei parlamentari dell'assemblea veniva eletto in collegi uninominali tramite sistema maggioritario a turno unico; il restante 25% alla Camera veniva eletto tramite sistema proporzionale con liste bloccate.
Il collegio venne abolito insieme a tutti gli altri che costituivano la Camera con la promulgazione della legge elettorale successiva, la cosiddetta Legge Calderoli. Questa prevedeva un sistema proporzionale con premio di maggioranza, che alla Camera veniva attribuito a livello nazionale.

## Territorio
Il collegio di Cava de' Tirreni era uno dei 47 collegi uninominali in cui era suddivisa la Campania e, come previsto dal D.Lgs. del 20 dicembre 1993 n. 536, era interamente compreso nella provincia di Salerno e comprendeva i seguenti comuni: Amalfi, Atrani, Cava de' Tirreni, Cetara, Conca dei Marini, Furore, Maiori, Minori, Nocera Superiore, Positano, Praiano, Ravello, Roccapiemonte, Scala, Tramonti e Vietri sul Mare.

## Eletti
| Elezione | Elezione | Deputato          | Partito                  |
| -------- | -------- | ----------------- | ------------------------ |
|          | 1994     | Felice Scermino   | Progressisti (PDS)       |
|          | 1996     | Marco Taradash    | Polo per le Libertà (FI) |
|          | 2001     | Andrea Annunziata | L'Ulivo                  |

## Dati elettorali

### XII legislatura

#### Risultati proporzionale
| Coalizioni        | Coalizioni                  | Liste                       | Liste                              | Voti   | %     |
| ----------------- | --------------------------- | --------------------------- | ---------------------------------- | ------ | ----- |
|                   | Progressisti                |                             | Partito Democratico della Sinistra | 11.511 | 14,86 |
|                   | Progressisti                | Rifondazione Comunista      | 4.727                              | 6,10   |       |
|                   | Progressisti                | Federazione dei Verdi       | 3.288                              | 4,25   |       |
|                   | Progressisti                | Partito Socialista Italiano | 2.107                              | 2,72   |       |
|                   | Progressisti                | Alleanza Democratica        | 732                                | 0,95   |       |
| Totale coalizione | Totale coalizione           | 22.365                      | 28,88                              |        |       |
|                   | Alleanza Nazionale          | Alleanza Nazionale          | Alleanza Nazionale                 | 16.300 | 21,05 |
|                   | Forza Italia                | Forza Italia                | Forza Italia                       | 16.158 | 20,87 |
|                   | Patto per l'Italia          |                             | Partito Popolare Italiano          | 7.189  | 9,28  |
|                   | Patto per l'Italia          | Patto Segni                 | 6.454                              | 8,33   |       |
| Totale coalizione | Totale coalizione           | 13.643                      | 17,61                              |        |       |
|                   | Socialdemocrazia            | Socialdemocrazia            | Socialdemocrazia                   | 2.756  | 3,56  |
|                   | Lista Pannella              | Lista Pannella              | Lista Pannella                     | 2.736  | 3,53  |
|                   | Unità Popolare              | Unità Popolare              | Unità Popolare                     | 2.305  | 2,98  |
|                   | Unione Democratica Italiana | Unione Democratica Italiana | Unione Democratica Italiana        | 569    | 0,73  |
|                   | Alleanza Meridionale        | Alleanza Meridionale        | Alleanza Meridionale               | 353    | 0,46  |
|                   | Riformisti Irpini           | Riformisti Irpini           | Riformisti Irpini                  | 253    | 0,33  |
| Totale            | Totale                      | Totale                      | Totale                             | 77.438 |       |

#### Risultati uninominale
|                               | Felice Scermino ✔️ Eletto | Progressisti                       | 21 567 | 27,24 |  |  |  |  |  |
|                               | Edmondo Cirielli          | Alleanza Nazionale                 | 16 752 | 21,15 |  |  |  |  |  |
|                               | Matteo Pisani             | FI - CCD - UDC - PLD               | 15 041 | 18,99 |  |  |  |  |  |
|                               | Pasquale Palumbo          | Patto per l'Italia                 | 14 448 | 18,25 |  |  |  |  |  |
|                               | Pasquale Cuofano          | La Nostra Terra                    | 4 913  | 6,20  |  |  |  |  |  |
|                               | Francesco Curci           | Socialdemocrazia per le Libertà    | 2 496  | 3,15  |  |  |  |  |  |
|                               | Gianfranco Massari        | Lista Marco Pannella - Riformatori | 1 991  | 2,51  |  |  |  |  |  |
|                               | Pietro Pisacane           | Unità Popolare                     | 1 980  | 2,50  |  |  |  |  |  |
| Totale                        | Totale                    | Totale                             | 79 188 | 100   |  |  |  |  |  |
|                               |                           |                                    |        |       |  |  |  |  |  |
| Fonte: Ministero dell'interno |                           |                                    |        |       |  |  |  |  |  |

### XIII legislatura

#### Risultati proporzionale
| Coalizioni        | Coalizioni                         | Liste                                     | Liste                              | Voti   | %     |
| ----------------- | ---------------------------------- | ----------------------------------------- | ---------------------------------- | ------ | ----- |
|                   | Polo per le Libertà                |                                           | Forza Italia                       | 23.047 | 29,94 |
|                   | Polo per le Libertà                | Alleanza Nazionale                        | 13.500                             | 17,54  |       |
|                   | Polo per le Libertà                | CCD-CDU                                   | 6.442                              | 8,37   |       |
| Totale coalizione | Totale coalizione                  | 42.989                                    | 55,85                              |        |       |
|                   | L'Ulivo                            |                                           | Partito Democratico della Sinistra | 11.792 | 15,32 |
|                   | L'Ulivo                            | Popolari per Prodi (PPI-SVP-PRI-UD-Prodi) | 5.863                              | 7,62   |       |
|                   | L'Ulivo                            | Rinnovamento Italiano                     | 2.968                              | 3,86   |       |
|                   | L'Ulivo                            | Federazione dei Verdi                     | 2.503                              | 3,25   |       |
| Totale coalizione | Totale coalizione                  | 23.126                                    | 30,05                              |        |       |
|                   | Progressisti                       |                                           | Rifondazione Comunista             | 6.291  | 8,17  |
|                   | Movimento Sociale Fiamma Tricolore | Movimento Sociale Fiamma Tricolore        | Movimento Sociale Fiamma Tricolore | 1.395  | 1,81  |
|                   | Lista Pannella - Sgarbi            | Lista Pannella - Sgarbi                   | Lista Pannella - Sgarbi            | 1.170  | 1,52  |
|                   | Patto per l'Agro                   | Patto per l'Agro                          | Patto per l'Agro                   | 949    | 1,23  |
|                   | Partito Socialista                 | Partito Socialista                        | Partito Socialista                 | 877    | 1,14  |
|                   | Movimento Rinascita Italiana       | Movimento Rinascita Italiana              | Movimento Rinascita Italiana       | 182    | 0,24  |
| Totale            | Totale                             | Totale                                    | Totale                             | 76.979 |       |

#### Risultati uninominale
|                               | Marco Taradash ✔️ Eletto | Polo per le Libertà | 37 509 | 48,43 |  |  |  |  |  |
|                               | Felice Scermino          | L'Ulivo             | 34 753 | 44,87 |  |  |  |  |  |
|                               | Vincenzo Raimondo        | Fiamma Tricolore    | 3 755  | 4,85  |  |  |  |  |  |
|                               | Raffaele Fasolino        | Partito Socialista  | 1 429  | 1,85  |  |  |  |  |  |
| Totale                        | Totale                   | Totale              | 77 446 | 100   |  |  |  |  |  |
|                               |                          |                     |        |       |  |  |  |  |  |
| Fonte: Ministero dell'interno |                          |                     |        |       |  |  |  |  |  |

### XIV legislatura

#### Risultati proporzionale
| Coalizioni        | Coalizioni              | Liste                   | Liste                                 | Voti   | %     |
| ----------------- | ----------------------- | ----------------------- | ------------------------------------- | ------ | ----- |
|                   | Casa delle Libertà      |                         | Forza Italia                          | 27.472 | 35,94 |
|                   | Casa delle Libertà      | Alleanza Nazionale      | 9.891                                 | 12,94  |       |
|                   | Casa delle Libertà      | CCD-CDU                 | 1.950                                 | 2,55   |       |
|                   | Casa delle Libertà      | Nuovo PSI               | 865                                   | 1,13   |       |
| Totale coalizione | Totale coalizione       | 40.178                  | 52,56                                 |        |       |
|                   | L'Ulivo                 |                         | La Margherita (Dem - PPI - RI- UDEUR) | 10.779 | 14,10 |
|                   | L'Ulivo                 | Democratici di Sinistra | 8.503                                 | 11,12  |       |
|                   | L'Ulivo                 | Il Girasole (FdV - SDI) | 1.611                                 | 2,11   |       |
|                   | L'Ulivo                 | Comunisti Italiani      | 1.389                                 | 1,82   |       |
| Totale coalizione | Totale coalizione       | 22.282                  | 29,15                                 |        |       |
|                   | Democrazia Europea      | Democrazia Europea      | Democrazia Europea                    | 4.017  | 5,26  |
|                   | Lista Di Pietro         | Lista Di Pietro         | Lista Di Pietro                       | 3.580  | 4,68  |
|                   | Rifondazione Comunista  | Rifondazione Comunista  | Rifondazione Comunista                | 3.145  | 4,11  |
|                   | Lista Pannella - Bonino | Lista Pannella - Bonino | Lista Pannella - Bonino               | 1.400  | 1,83  |
|                   | Fiamma Tricolore        | Fiamma Tricolore        | Fiamma Tricolore                      | 886    | 1,16  |
|                   | Liberi e Forti          | Liberi e Forti          | Liberi e Forti                        | 305    | 0,40  |
|                   | Movimento delle Libertà | Movimento delle Libertà | Movimento delle Libertà               | 216    | 0,28  |
|                   | Socialisti Autonomisti  | Socialisti Autonomisti  | Socialisti Autonomisti                | 215    | 0,28  |
|                   | Paese Nuovo             | Paese Nuovo             | Paese Nuovo                           | 175    | 0,23  |
|                   | Abolizione scorporo     | Abolizione scorporo     | Abolizione scorporo                   | 40     | 0,05  |
| Totale            | Totale                  | Totale                  | Totale                                | 76.439 |       |

#### Risultati uninominale
|                               | Andrea Annunziata ✔️ Eletto | L'Ulivo            | 31 252 | 39,48 |  |  |  |  |  |
|                               | Francesco De Comite         | Casa delle Libertà | 30 665 | 38,74 |  |  |  |  |  |
|                               | Giancarlo Accarino          | Democrazia Europea | 11 265 | 14,23 |  |  |  |  |  |
|                               | Maria Rosaria Attanasio     | Lista Di Pietro    | 2 898  | 3,66  |  |  |  |  |  |
|                               | Armando Somma               | Fiamma Tricolore   | 1 727  | 2,18  |  |  |  |  |  |
|                               | Rita Gambardella            | Lista Emma Bonino  | 1 352  | 1,71  |  |  |  |  |  |
| Totale                        | Totale                      | Totale             | 79 159 | 100   |  |  |  |  |  |
|                               |                             |                    |        |       |  |  |  |  |  |
| Fonte: Ministero dell'interno |                             |                    |        |       |  |  |  |  |  |